# روفوت (ينغيقرغان)
روفوت هي بلدة في مقاطعة ينغيقرغان في ولاية نمنغان في أوزبكستان.